# فرايدا هيوز
فرايدا هيوز (بالإنجليزية: Frieda Hughes)‏ هي رسامة وكاتبة للأطفال وكاتِبة وشاعرة بريطانية، ولدت في 1 أبريل 1960 في لندن في المملكة المتحدة.